# Wilhelm Bäumer (Geistlicher)
Wilhelm Bäumer (* 17. November 1783 in Halver; † 13. Mai 1848 in Arnsberg) war ein protestantischer Theologe der reformierten Kirche und preußischer Konsistorialrat.

## Leben
Bäumer stammte aus einer Pfarrerfamilie der Grafschaft Mark. Seine Eltern waren der Pfarrer Johann Peter Bäumer (1753–1833) und Maria Agnes Engels (1758–1825), eine Tochter des Arztes Johann Wilhelm Engels (1715–1792). Er besuchte die Volksschule in Lünen und anschließend die Gymnasien in Dortmund und Hamm. In Frankfurt an der Oder studierte er Theologie. Danach war er zunächst Hauslehrer beim Freiherren von Plettenberg auf Haus Heeren, ehe er 1808 eine Pfarrerstelle in Fröndenberg übernahm.
Ab 1813 war Bäumer Pfarrer in Bodelschwingh. In den folgenden Jahren war Bäumer in kirchenleitenden Funktionen tätig. Zwischen 1827 und 1830 war er Superintendent in Dortmund. Außerdem war er zwischen 1821 und 1824 sowie 1829 und 1831 Präses der märkischen Gesamtsynode. Ab 1832 war er Konsistorialrat bei der Bezirksregierung in Arnsberg. Als solcher war er maßgeblich an der Gründung des rheinisch-westfälischen Predigerseminars in Soest beteiligt.
Bäumer stand in brieflicher Verbindung mit Theologen wie Krug, Natrop, Schleiermacher oder Tzschirner. Auch mit Karl Freiherr vom Stein hat er korrespondiert. Während Bäumer als Theologe kaum von größerer Bedeutung war, spielte er kirchenpolitisch eine wichtige Rolle. Bäumer war Sprecher der reformierten Gemeinden der Grafschaft Mark.
Er versuchte deren presbyterial-synodale Strukturen gegen die summepiskopalen Pläne von König Friedrich Wilhelm III. zu bewahren. Er stimmte zwar der Union der lutherischen und reformierten Gemeinden zu, setzte aber auf der ersten Synode der Grafschaft Mark von 1817 den Vorbehalt durch, wonach ein Zusammenschluss nur bei Garantie des Fortbestandes des presbyterial-synodalen Verfassungsprinzips gelten sollte.
Auf der ersten westfälischen Provinzialsynode in Lippstadt von 1819 und in der Folge war er maßgeblich daran beteiligt, gegen den anfänglichen Widerstand des Staates als Kompromiss die Rheinisch-Westfälische Kirchenordnung von 1835 durchzusetzen. Neben theologischen Begründungen griff er auch auf Elemente des zeitgenössischen politischen Verfassungsdiskurses zurück.
Zwar gelangen Bäumer und der westdeutschen Kirche gewisse Erfolge, sie scheiterten aber letztlich nicht nur an Friedrich Wilhelm III., sondern insgesamt am monarchischen Prinzip im Deutschen Bund. Eine sich selbst verwaltende Kirche wurde vom Staat als Weg hin auch zum politischen Konstitutionalismus abgelehnt.
Bäumer ist auf dem Eichholzfriedhof in Arnsberg begraben.

## Familie
Bäumer heiratete am 5. April 1809 in Herringen Elenora Engels (1782–1849), eine Tochter des Pastors Karl Johann Engels (1742–1802). Mit dieser hatte er mehrere Kinder, zwei Söhne wurden Pastoren: Wilhelm (1810–1865) – seine Enkeltochter wurde später die Frauenrechtlerin und Politikerin Gertrud Bäumer (1873–1954) – und Carl Theodor (1818–1852).

## Werke
- Die Presbytorial-Verfassung in ihrer Begründung und ihrem Werth dargestellt. Hamm : Schulz & Wundermann, 1823
- Entwurf einer Agende für den Synodalbereich der Grafschaft Mark / im Auftr. d. Synode von Baeumer, Rauschenbusch u. von Oven. - Essen : Bädeker, 1829. Digitalisierte Ausgabe der Universitäts- und Landesbibliothek Düsseldorf